# Перестю
Рахиме Перестю валиде султан е родена през 1830 година. Съпруга е на султан Абдул Меджид. Става дойка на принц Абдул Хамид, бъдещия Абдул Хамид II, когато майка му умира. При възцаряването му получава титлата валиде султан. Умира през 1904 година.